# Jean Armand Chevalleau de Boisragon
Jean Armand Chevalleau de Boisragon, né le 18 octobre 1736 au château de La Mothe-Jarrière à Parthenay (Poitou), est un général français.

## États de service
Il entre en service le 20 mars 1745, comme lieutenant en second au régiment d'Orléans, il devient lieutenant en premier le 18 mai 1746, et capitaine le 1er septembre 1755. Le 20 juillet 1779, il est nommé capitaine commandant le 2e bataillon et il est fait chevalier de Saint-Louis en août 1781.
Il est admis à la retraite le 25 avril 1787, et il reprend du service dès le début de la révolution comme général en chef de la Garde nationale de Lille.
Le 1er septembre 1791, il est élu lieutenant-colonel commandant le 2e bataillon de volontaires du Nord, et le 20 septembre 1792, il participe à la bataille de Valmy à la tête de son bataillon.
Le 8 mars 1793, il est élevé au grade de colonel commandant le 62e régiment d’infanterie, et le 9 avril 1793, il commande provisoirement la place de Lille. Il est promu général de brigade le 15 mai 1793, et il est démis de ses fonctions le 5 août suivant en raison de ses origines nobles.
Il est admis à la retraite le 8 février 1795.

## Sources
- (en) « Generals Who Served in the French Army during the Period 1789 - 1814: Eberle to Exelmans »
- Docteur Robinet, Jean-François Eugène et J. Le Chapelain, Dictionnaire historique et biographique de la révolution et de l'empire, 1789-1815, volume 1, Librairie Historique de la révolution et de l’empire, 900 p., p. 404.
- Léon Hennet, Etat militaire de France pour l’année 1793, Siège de la société, Paris, 1903, p. 333.
- Côte S.H.A.T.: 8 YD 169
- G. Dumont, Bataillons de volontaires nationaux (cadres et historiques), Paris, Charles Lavauzelle, 1914, 494 p. (lire en ligne), p. 234-381.